# Lyski
Lyski [ˈlɨski][ˈlɨski] (în germană Lissek) este un sat în powiatul Rybnik, voievodatul Silezia, din sudul Poloniei. Este reședința gminei (district administrativ) omonime.
El se află la aproximativ 13 kilometri vest de Rybnik și la 46 kilometri vest de capitala regională Katowice. Satul are o populație de 1.800 de locuitori.